# Pierre qui Tourne (Sautin)

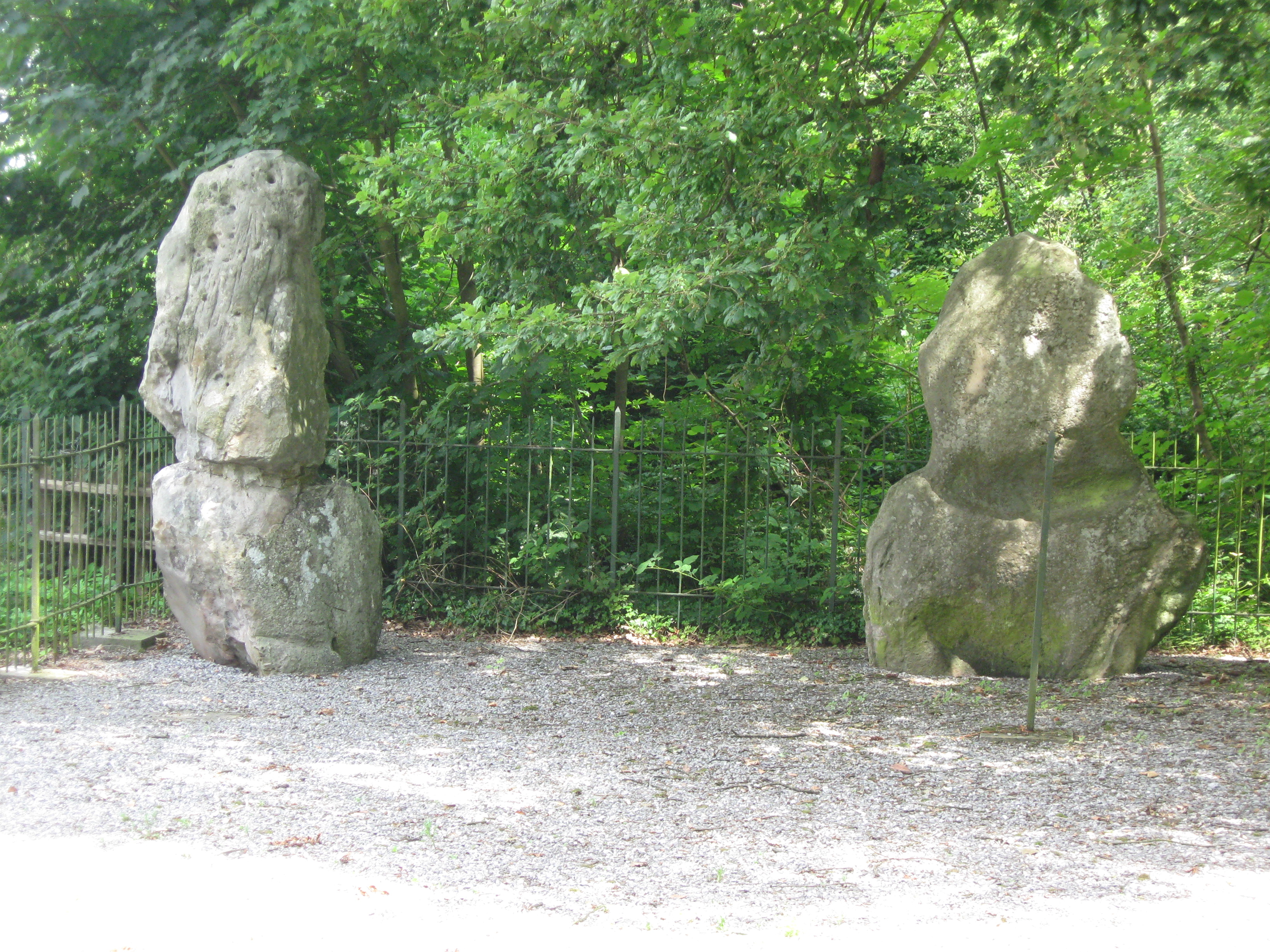
Pierre qui Tourne

Pierre qui Tourne stehen nahe einer Straßenkreuzung südwestlich von Sautin, einem Teil der Gemeinde Sivry-Rance in der Provinz Hainaut in Belgien. Im Gegensatz zum singularen Namen handelt es sich um zwei Menhire aus Sandstein.
Edgar Simons, ein belgischer Forscher, der in den 1970er Jahren mit Willy Brou mehrere Artikel über belgische und schweizerische Megalithen verfasste, berichtete, dass die Steine ursprünglich auf dem Boden lagen und „les Pierres de Sart“ genannt wurden. Sie wurden 1900 aufgerichtet. 1937 wurden beide Steine von Archäologen als Poliersteine französisch polissoir; eingestuft.
Der etwa 2,5 m hohe nordöstliche Stein war in zwei Teile zerbrochen und wurde später mit Beton befestigt.
Der etwa 2,2 m hohe südöstliche Stein hat auf halber Höhe eine tiefe Kerbe, die wahrscheinlich bei der Verwendung als Schleifstein entstand.
Eine Legende erzählt, dass sich die Steine in der Weihnachtsnacht drehen.
Westlicher, bei Solre-le-Château und bei Sars-Poteries, im Département Nord in Frankreich, stehen die Menhire „Les Pierres Martine“ (im Gegensatz zum Namen handelt es sich um einen, etwa 3,0 m hohen, schief stehenden Menhir) und der 1,6 m hohe „Pierre de Dessus-Bise“, beide seit 1862 geschützt.